# Breitenbachplatz (métro de Berlin)
Breitenbachplatz est une station de la ligne 3 du métro de Berlin, située dans le quartier de Dahlem, à la limite de ceux de Steglitz et de Wilmersdorf.

## Situation
La station est située entre Rüdesheimer Platz au nord-est, en direction de Nollendorfplatz et Podbielskiallee au sud-ouest, en direction de Krumme Lanke.
Elle est établie sous la place Breitenbach et comprend deux voies de circulation encadrant un quai central.

## Histoire
La station ouvre le 12 octobre 1913 comme les autres stations de la ligne de Wilmersdorf à Dahlem. Elle est très similaire aux stations Rüdesheimer Platz et Heidelberger Platz conçues par le même architecte Wilhelm Leitgebel.
Pendant la Seconde Guerre mondiale, la station est plutôt épargnée. Seule la bouche au nord est réparée. 
L'accessibilité de la station a été assurée par la mise en service d'un ascenseur le 7 octobre 2010 et l'installation d'une surface podotactile.

## Architecture
Les deux entrées d'origine au nord et au sud présentent les mêmes colonnes supportant des lampadaires que celles de la station Rüdesheimer Platz. Les portes d'accès en métal sont ornées de croix de Saint-André et de médaillons fleuris qui sont caractéristiques de l'architecte. 

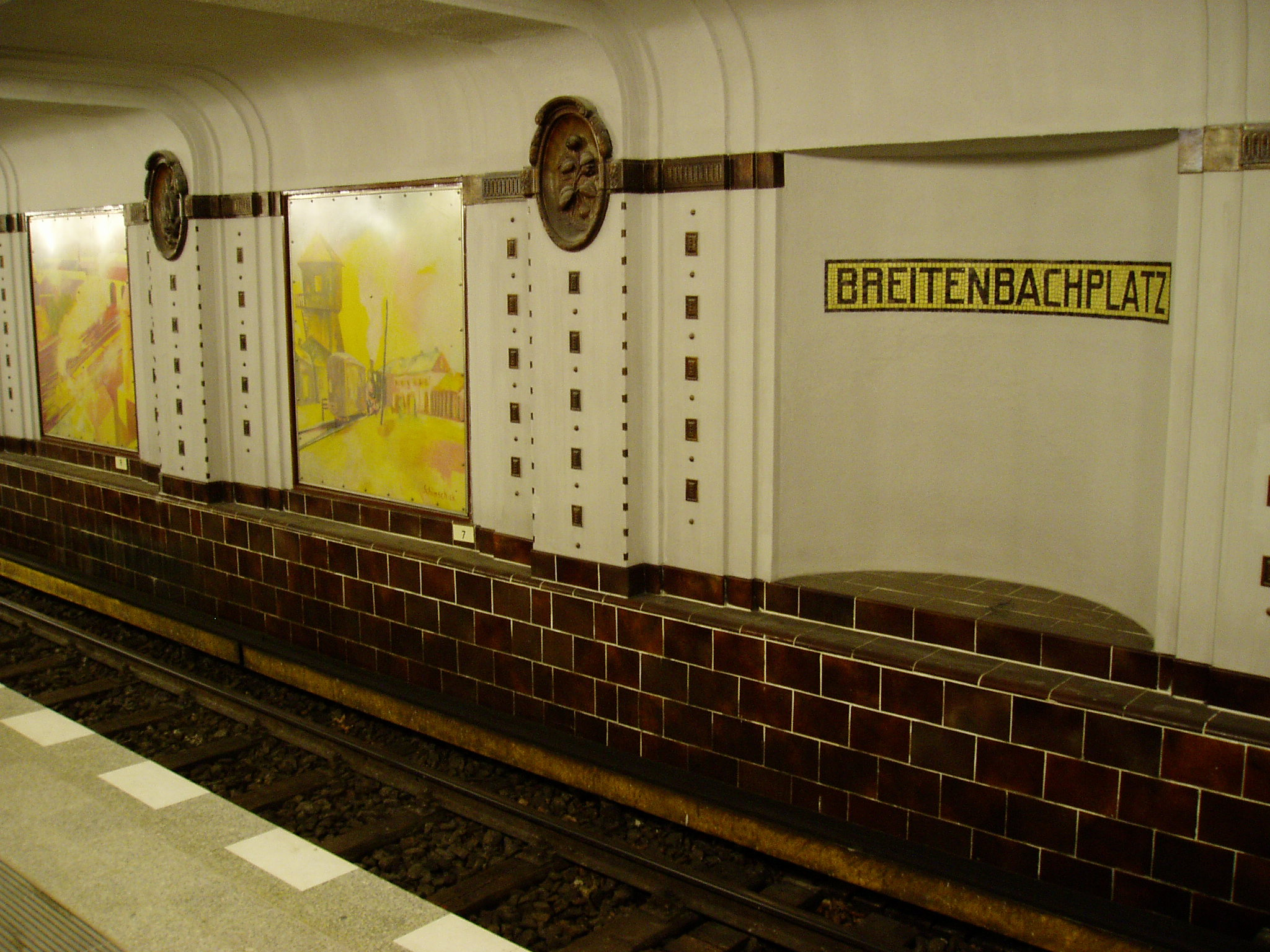
Décoration de l'intérieur de la station

La station est conçue autour d'une plate-forme centrale. Les murs sont divisés en une base de céramique brun-rouge, un mur lumineux avec des niches semi-circulaires et des colonnes brun foncé. Dans les niches se trouvent des plaques signalétiques et des peintures de Joachim Szymczak qui remplacent depuis 1988 les panneaux publicitaires et représentent les Chemins de fer d'État de la Prusse à l'occasion du 150e anniversaire et son président Paul von Breitenbach. Les représentations d'animaux, de plantes et d'instruments scientifiques symbolisent la proximité de la Société Kaiser-Wilhelm.
Le plafond de la salle est conçu comme un plafond à caissons, supporté par des colonnes doriques. Les caissons sont ornés de surfaces de mosaïque octogonales avec des motifs géométriques. Grâce à quatre ouvertures elliptiques, la lumière du jour vient sur la plate-forme revêtue de granit.
De l'équipement d'origine, il reste trois bancs doubles en bois, la billetterie et la station électrique près de la bouche sud.

## Services des voyageurs

### Accueil et accès
La station comprend trois accès dont un est équipé d'un ascenseur.

### Intermodalité
La station est en correspondance avec les lignes d'autobus no 101, 248 et 282 de la BVG